# Peucedanum luxurians
Peucedanum luxurians är en flockblommig växtart som beskrevs av Sophia G. Tamamschjan. Peucedanum luxurians ingår i släktet siljor, och familjen flockblommiga växter. Inga underarter finns listade i Catalogue of Life.